# Rückingen
Rückingen ist ein Ortsteil der Stadt Erlensee im Main-Kinzig-Kreis in Hessen.

## Geographische Lage
Rückingen liegt im Kinzigtal, 5,5 km nordöstlich von Hanau. Die Kinzig fließt entlang der südlichen Bebauungsgrenze. An der Kinzig, in der Nähe der alten Kinzigbrücke von Rückingen nach Niederrodenbach, befindet sich die „Rückinger Mühle“, bis 1960 als Getreidemühle, heute zur Stromerzeugung genutzt. Rückingen ist von ausgedehnten Wiesen umgeben, die vor allem während der Schneeschmelze der Kinzig als Polder dienen. Rückingen hat zudem noch einen Anteil am Waldgebiet Bulau.
Rückingen grenzt im Norden und Westen an Langendiebach, im Südwesten an Wolfgang, im Südosten an Niederrodenbach und im Osten an die Stadt Langenselbold.

## Geschichte

### Römerzeit

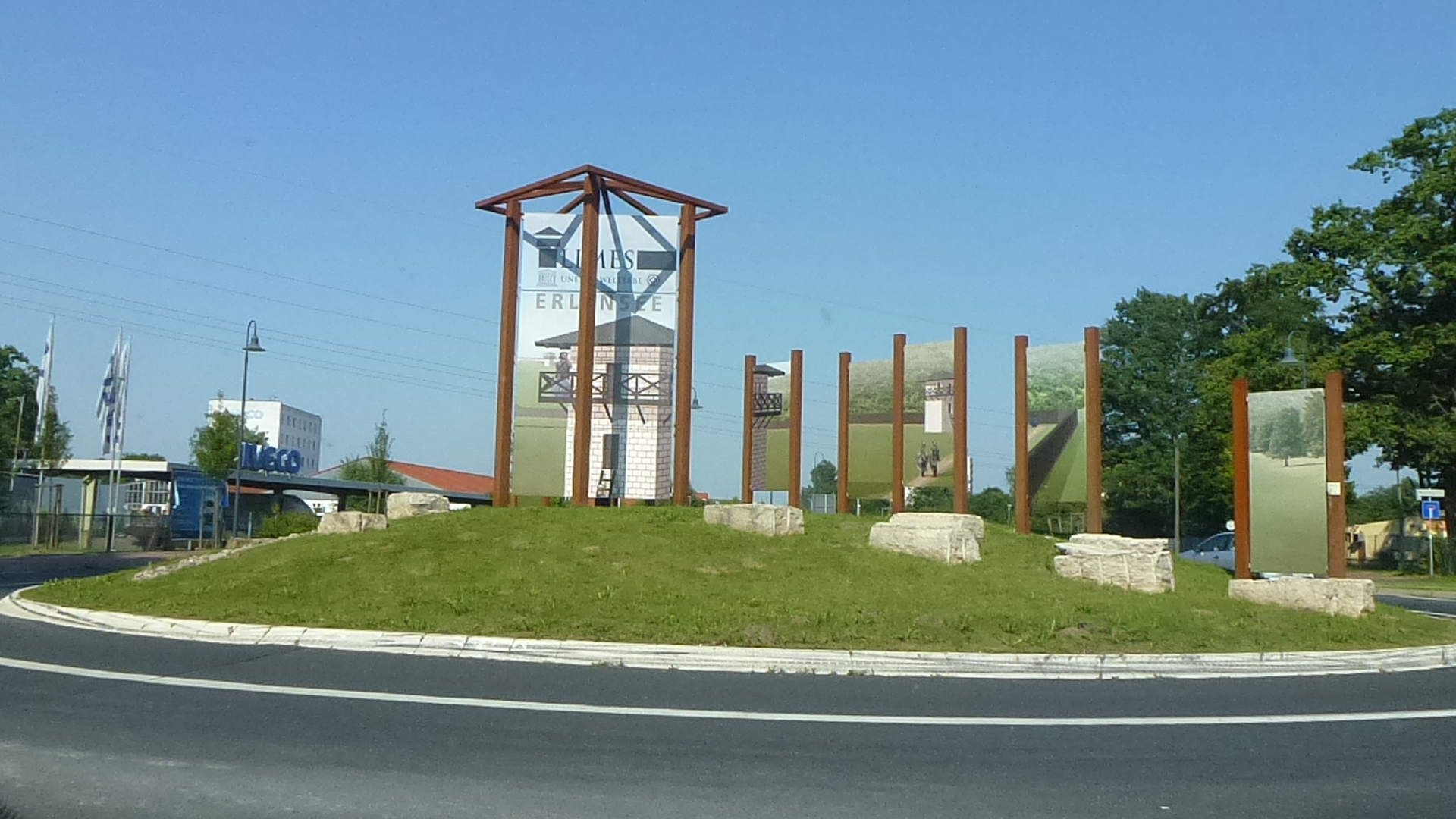
Kreisverkehr mit Limesdenkmal an der L3268

Der in römischer Zeit angelegte Obergermanisch-Raetische Limes querte das heutige Ortsgebiet. Zu dessen Anlage gehörte auch das Kohortenkastell Rückingen. Die Grundmauern des zugehörigen Kastellbads sind bis heute erhalten.

### Mittelalter

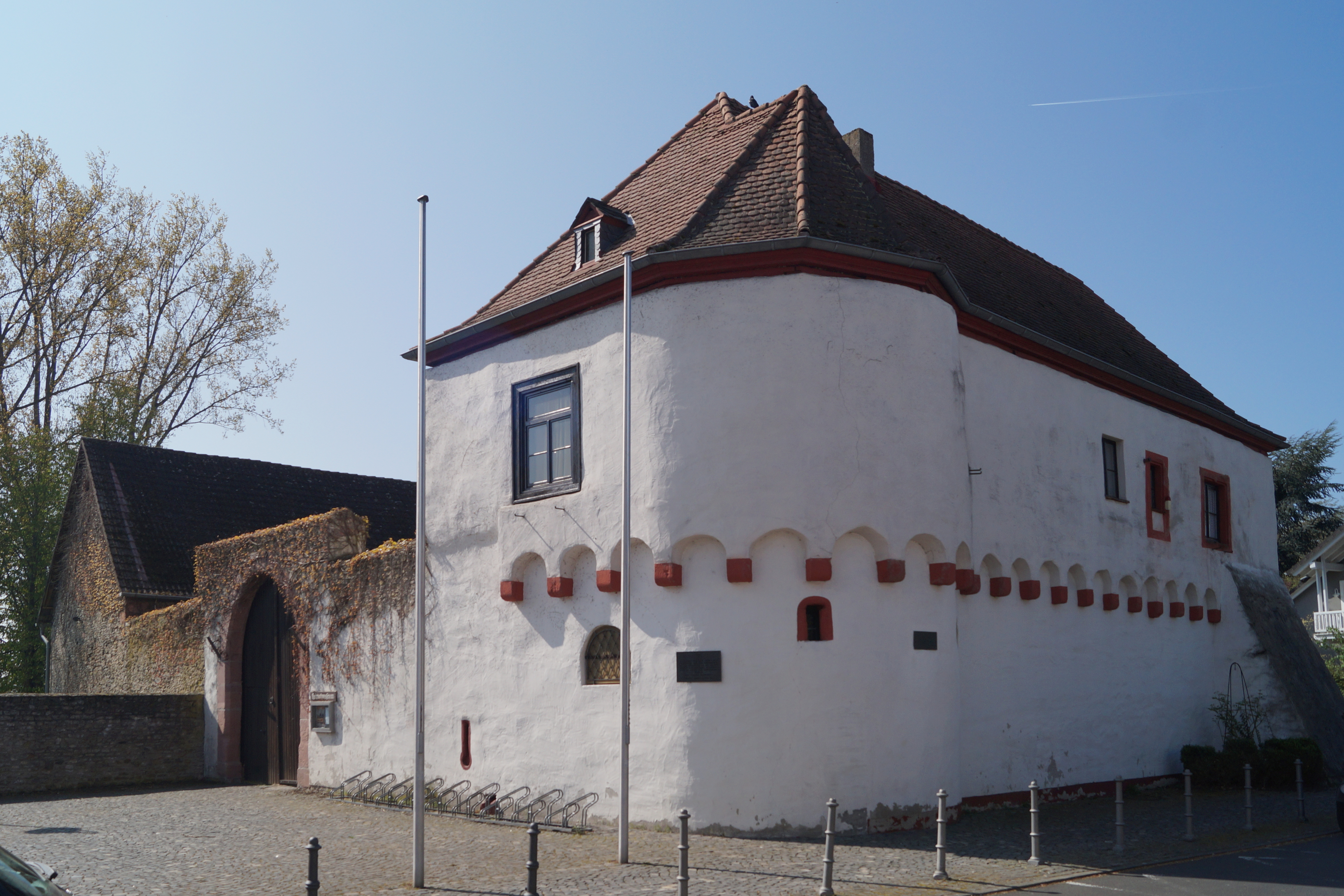
Wasserburg Rückingen

Die älteste erhaltene Erwähnung von Rückingen stammt aus dem Jahr 1173. Mindestens seit 1248 existiert hier die Wasserburg Rückingen, direkt an der Kinzig gelegen. Diese gehörte den Herren von Rückingen. 1324 befand sich Rückingen im Besitz von Kurmainz. Hier gehörte es zum Gericht Langendiebach. Die Burg wurde als Raubritterburg 1405 durch König Ruprecht von der Pfalz und den Städtebund zerstört. Kurmainz verpfändete 1426 das Gericht Langendiebach, und damit auch Rückingen, an die Grafen von Hanau. Diese Pfandschaft wurde 1476 von den Grafen von Isenburg eingelöst. Rückingen gehörte seitdem zu deren Grafschaft. Die Grafen von Isenburg vergaben Rückingen als Afterlehen an die Ganerbschaft der Herren von Rückingen und von Rüdigheim. Erben derer von Rückingen waren die von Fargel, seit 1714 die von Kameytzki.

### Neuzeit
In der Grafschaft Isenburg gehörte das Dorf zum Gericht Langenselbold, später zum Fürstentum Isenburg-Birstein und dort zum Amt Wenings und dem Gericht Diebach. Nach dem Wiener Kongress fiel Rückingen zusammen mit den nördlich des Mains gelegenen Teilen des Fürstentums Büdingen an das Kurfürstentum Hessen. Nach der dortigen Verwaltungsreform von 1821, im Rahmen derer Kurhessen in vier Provinzen und 22 Kreise eingeteilt wurde, lag es im Kreis Hanau. Mit der Annexion Kurhessens durch das Königreich Preußen nach dem verlorenen Krieg von 1866 wurde auch Rückingen preußisch.
Als am 25. März 1945 die amerikanischen Truppen den Main bei Klein-Auheim erreichten, unternahm der evangelische Pfarrer am darauffolgenden Tag einen Versuch, die Bevölkerung zur Aufgabe zu bewegen, indem er eine weiße Fahne an die Kirche hisste. Kurz darauf wurde er von einem deutschen Offizier festgenommen und die weiße Fahne wurde wieder entfernt. Am 29. März um 8 Uhr starteten die Amerikaner den Angriff auf Rückingen. Die deutschen Truppen leisteten erbitterten Widerstand, waren aber letztlich chancenlos gegen die Übermacht der Alliierten, sodass diese gegen 14 Uhr den Ort erobern konnten. Bei den Gefechten erlitt der Ort, aber vor allem die Kirche schwere Schäden.
Nach dem Krieg begannen im Jahr 1947 die Bauarbeiten an einem modernen Rathaus auf dem Gelände eines ehemaligen Löschwasserteiches, der während des Krieges angelegt worden war. Aufgrund der Materialknappheit in der Nachkriegszeit und der Währungsreform dauerten die Bauarbeiten bis zum Januar 1950 an. Heute ist das alte Rathaus in Privatbesitz.

### Gebietsreform
Im Zuge der Gebietsreform in Hessen fusionierten auf freiwilliger Basis am 1. Januar 1970 die Gemeinden Langendiebach und Rückingen im damaligen Landkreis Hanau zur Gemeinde Erlensee.

### Historische Namensformen
- Ruckingin (1173)
- Ruckingen (nach 1220)
- Ruggingin (1248)
- Rockingen (1366)
- Rickengen (1370)

### Bevölkerung

#### Einwohnerentwicklung
| • 1545: | 10 Zinsplichtige für Selbold |

| Rückingen: Einwohnerzahlen von 1834 bis 1970 | Rückingen: Einwohnerzahlen von 1834 bis 1970 | Rückingen: Einwohnerzahlen von 1834 bis 1970 | Rückingen: Einwohnerzahlen von 1834 bis 1970 | Rückingen: Einwohnerzahlen von 1834 bis 1970 |
| --- | -------------------------------------------- | -------------------------------------------- | -------------------------------------------- | -------------------------------------------- |
| Jahr |                                              |                                              |                                              | Einwohner                                    |
| 1834 | 1834                                         |                                              | 423                                          | 423                                          |
| 1840 | 1840                                         |                                              | 825                                          | 825                                          |
| 1846 | 1846                                         |                                              | 859                                          | 859                                          |
| 1852 | 1852                                         |                                              | 918                                          | 918                                          |
| 1858 | 1858                                         |                                              | 900                                          | 900                                          |
| 1864 | 1864                                         |                                              | 1.021                                        | 1.021                                        |
| 1871 | 1871                                         |                                              | 1.057                                        | 1.057                                        |
| 1875 | 1875                                         |                                              | 1.072                                        | 1.072                                        |
| 1885 | 1885                                         |                                              | 1.159                                        | 1.159                                        |
| 1895 | 1895                                         |                                              | 1.246                                        | 1.246                                        |
| 1905 | 1905                                         |                                              | 1.349                                        | 1.349                                        |
| 1910 | 1910                                         |                                              | 1.454                                        | 1.454                                        |
| 1925 | 1925                                         |                                              | 1.471                                        | 1.471                                        |
| 1939 | 1939                                         |                                              | 1.867                                        | 1.867                                        |
| 1946 | 1946                                         |                                              | 2.755                                        | 2.755                                        |
| 1950 | 1950                                         |                                              | 2.935                                        | 2.935                                        |
| 1956 | 1956                                         |                                              | 3.476                                        | 3.476                                        |
| 1961 | 1961                                         |                                              | 4.027                                        | 4.027                                        |
| 1967 | 1967                                         |                                              | 5.123                                        | 5.123                                        |
| 1970 | 1970                                         |                                              | 5.123                                        | 5.123                                        |
| Datenquelle: Historisches Gemeindeverzeichnis für Hessen: Die Bevölkerung der Gemeinden 1834 bis 1967. Wiesbaden: Hessisches Statistisches Landesamt, 1968. Weitere Quellen: |                                              |                                              |                                              |                                              |

#### Religionszugehörigkeit
Quelle: Historisches Ortslexikon
| • 1885: | 1094 evangelische (= 94,39 %), 22 katholische (= 1,90 %), 43 jüdische (= 3,71 %) Einwohner |
| • 1961: | 2769 evangelische (= 68,76 %), 1121 katholische (= 27,84 %) Einwohner                      |

## Religion

### Evangelisch

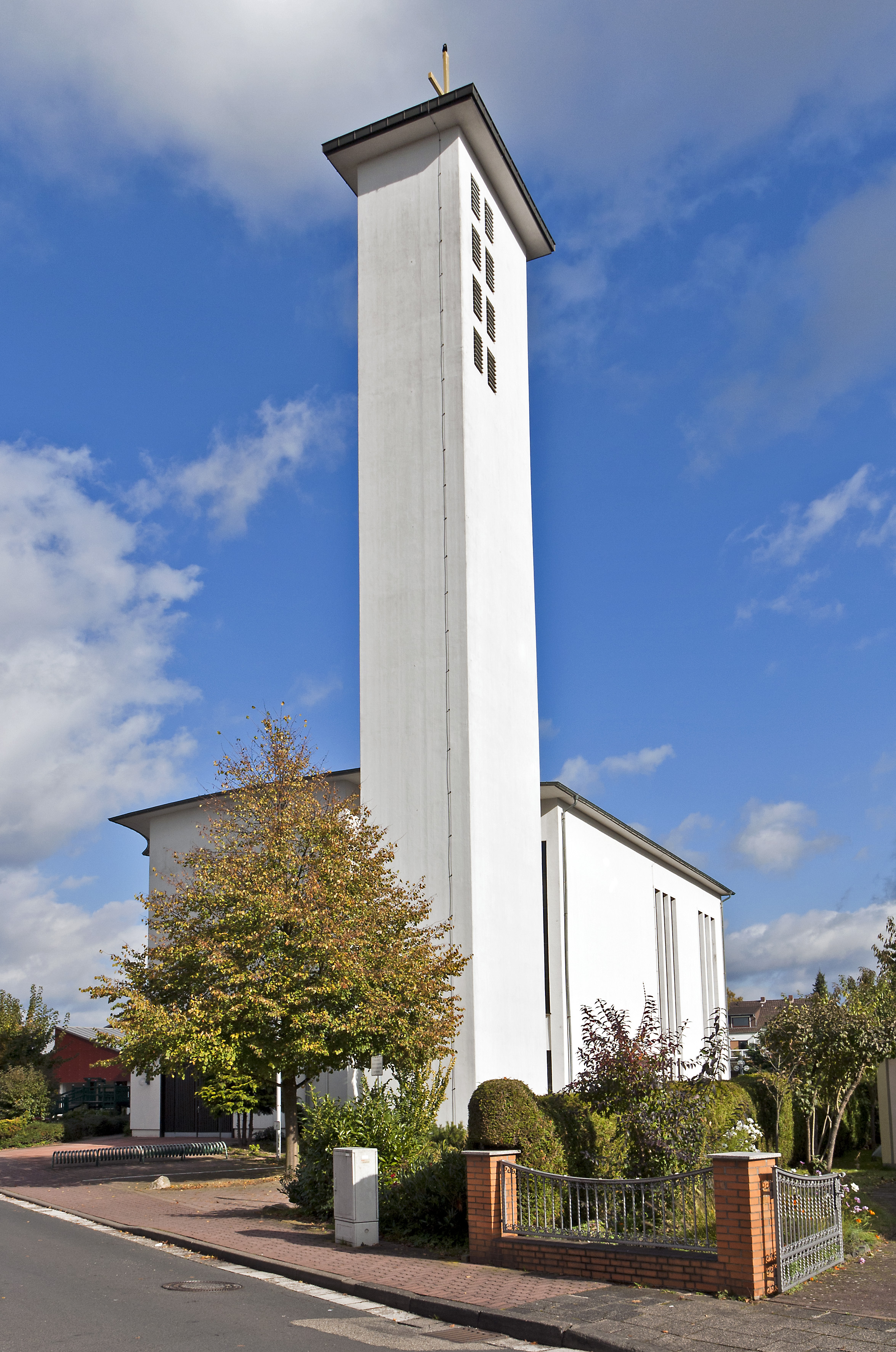
Römisch-katholische Christ-König Kirche

1311 wird eine Kapelle als Filiale der Kirche von Langendiebach erwähnt, 1396 erstmals ein eigener Pfarrer. Außerdem bestand eine Terminei des Gelnhäuser Franziskanerklosters. Die Kirchengemeinde gehörte zum Bistum Mainz, kirchliche Mittelbehörde war das Landkapitel Roßdorf. Das Kirchenpatronat nahmen die Herren von Rückingen und die von Rüdigheim gemeinsam wahr. Nach der Reformation lag es beim Fürsten von Isenburg-Birstein.
Diese Kapelle genügte nicht mehr den Anforderungen und so musste eine neue Kirche errichtet werden. Am 30. Oktober 1899 begannen die Bauarbeiten und am 8. September 1901 konnte die Kirche eröffnet werden. Diese Kirche gehört heute zur Evangelischen Kirche von Kurhessen-Waldeck.

### Katholisch
Eine nennenswerte katholische Gemeinde entstand in Rückingen erst nach dem Zweiten Weltkrieg, als viele Heimatvertriebene nach Rückingen zogen. Während zunächst die evangelische Kirche auch von den Katholiken für ihren Gottesdienst benutzt werden konnte, stellte sich schnell der Bedarf nach einer eigenen Kirche für die katholische Gemeinde.
Die Grundsteinlegung für die Christ-König-Kirche fand am 27. Oktober 1957 statt, am 13./14. September konnte die Kirche schließlich eingeweiht werden. Die Christ-König-Kirche ist für Rückingen und Langendiebach zuständig.

### Judentum
In Rückingen lebten schon im Jahr 1480 mehrere jüdische Familien. Eine Synagoge mit dazugehörigem Bad entstand im 18. Jahrhundert direkt neben der Wasserburg. Außerdem gab es noch einen jüdischen Friedhof, dessen Entstehungszeit aber unklar ist.
Am 11. November 1938 wurde die Synagoge geplündert, allerdings nicht angezündet, vermutlich aufgrund der vielen Fachwerkhäuser in der unmittelbaren Umgebung. Im Laufe des Zweiten Weltkrieges, mutmaßlich im Jahr 1942, wurde die Synagoge abgetragen. Eine Gedenktafel an der Wasserburg erinnert heute an die Synagoge.

## Wappen
Im Dezember 1951 wurde der Gemeinde Rückingen durch das Hessische Staatsministerium das Recht zur Führung eines Wappens verliehen.

## Infrastruktur

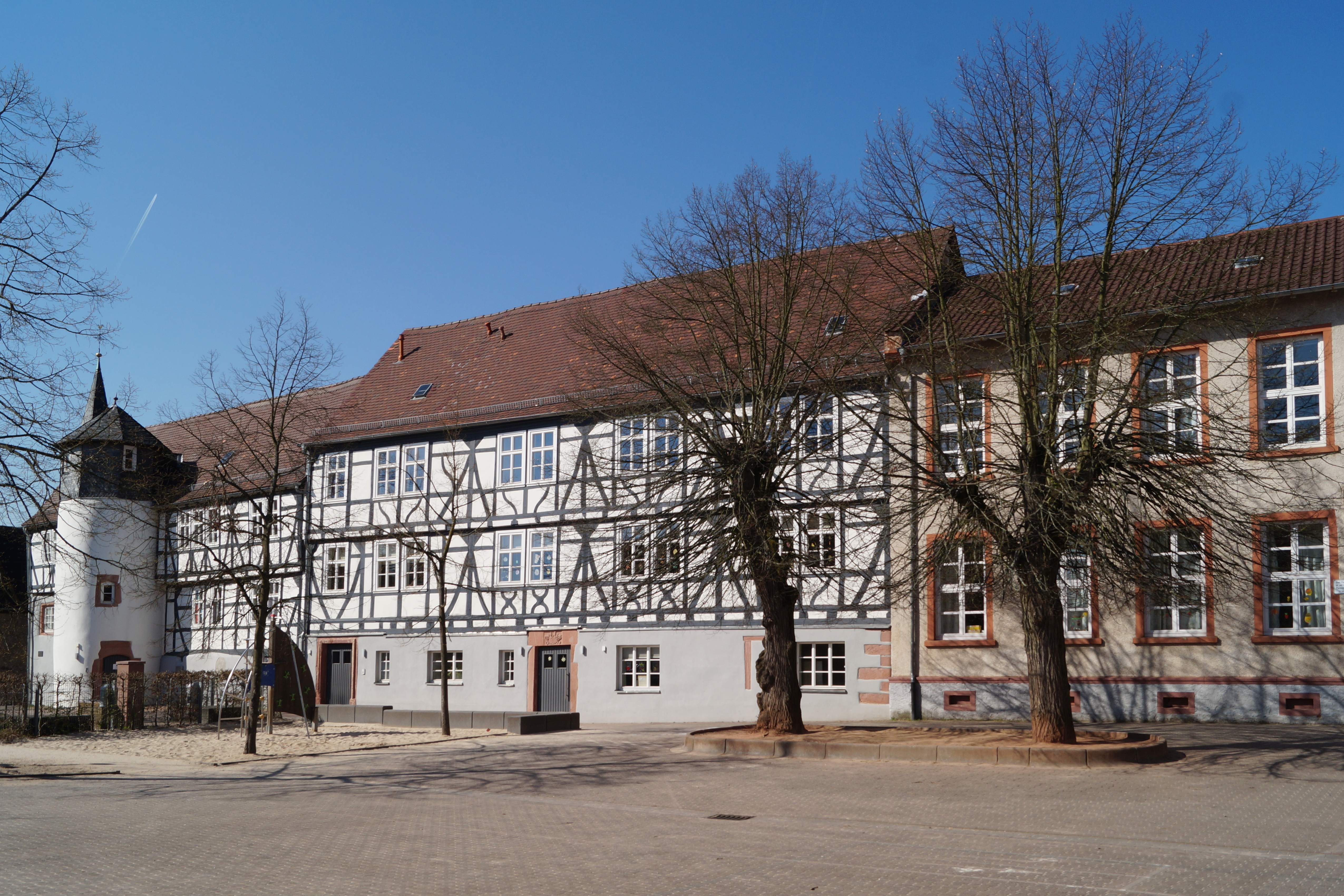
Sogenanntes Schlösschen, heute Grundschule und Kindergarten

### Bildung
Rückingen besitzt mehrere Kindergärten und eine Grundschule (im historischen Schlösschen). Die nächste weiterführende Schule, die Georg-Büchner-Schule, befindet sich genau auf der Grenze zwischen Rückingen und Langendiebach. Gymnasien sind in Hanau und Bruchköbel vorhanden.

### Verkehr
Rückingen hatte seit jeher starken Durchgangsverkehr, vor allem aus und in Richtung Kinzigtal. Früher verlief die Bundesstraße 40 durch das Ortsgebiet; diese ehemals vierspurige Straße wurde innerhalb der Ortschaft 2008 zurückgebaut. Heute führen die Bundesautobahnen 66 und 45 am Ort vorbei, an die Rückingen über die Anschlussstellen Erlensee und Langenselbolder Dreieck angebunden ist.
Buslinien verbinden Rückingen mit Langendiebach, Langenselbold und Hanau. Früher bestand ein Bahnanschluss mit der Hanauer Kleinbahn zum Bahnhof Hanau Nord, heute nutzen die Rückinger überwiegend den Hanauer Hauptbahnhof. Zum geographisch nächstgelegenen Bahnhof Rodenbach besteht, wie zu Niederrodenbach selbst, überhaupt keine Anbindung mit öffentlichen Verkehrsmitteln.
Zwischen 1896 und 1933 hatte Rückingen eine normalspurige Anbindung an das Schienennetz und drei Stationen: Rückingen West, Rückingen Ost und Rückingen Ort. Der Personenverkehr wurde bereits 1931 eingestellt. 

## Sehenswürdigkeiten
Als örtliche Kuriosität gilt die Ansiedlung von Wasserbüffeln in ansonsten unwirtlichem Feuchtgebiet östlich des Ortes. Deren Präsenz erfreut sich zunehmender Beliebtheit.